# Ганс Генріх Ландольт
Ганс Генріх Ландольт (5 грудня 1831 — 15 березня 1910) — швейцарський хімік, який відкрив реакцію йодного годинника. Він також є одним із засновників бази даних Ландольта-Бернштейна. Він перевірив закон збереження маси, який дав Лавуазьє.

## Біографія
Ландольт народився в Цюріху і в дев'ятнадцять років вступив до тамтешнього університету, щоб вивчати хімію і фізику. Він відвідував лекції Карла Якоба Льовіга і опублікував свою першу роботу про стибметил у «Schriften der Naturforschenden Gesellschaft» (Праці Товариства природничих наук). Потім він був призначений помічником Ловіга і пішов за ним у 1853 році до Бреслау. Того ж року він здобув ступінь доктора філософії з дисертацією «Ueber die Arsenäthyle» (Про етилові сполуки арсену), яка стала помітним внеском у закон хімічної валентності. Після захисту він поїхав до Берліна, щоб відвідати лекції Ейльгарда Мічерліха, Роуза, Йоганнеса Мюллера та Дюбуа. На той час у Берліні практично не існувало можливостей для експериментальних досліджень у галузі хімії, тому Ландольт поїхав до Гейдельберга до нещодавно заснованого інституту Роберта Бунзена. Недовго присвятивши себе електролітичному виробництву кальцію та літію, Ландольт почав дослідження газів, що вироблялися в пальнику Бунзена, який був побудований взимку 1854—1855 років.
У 1856 році Ландольт повернувся до Бреслау, де невдовзі до нього приєдналися Лотар Маєр і Фридрих Конрад Бейльштайн. Того ж року він став викладачем хімії на підставі своєї монографії «Chemische Vorgange in der Flamme der Leuchtgase» (Хімічні процеси в полум'ї освітлюючих газів). У 1857 році його покликали до Бонна, де він вивчав вплив атомного складу рідин, що містять вуглець, водень і кисень, на пропускання світла. Результати були опубліковані в 1862—1864 роках і були продовженням попередніх досліджень Джона Холла Гладстона. Пізніше у своєму житті він удосконалив роботу Герца (1887—1888) і продемонстрував, що світлові хвилі відрізняються від електричних хвиль лише довжиною хвилі, а в 1892 році він поширив свою ранню роботу на вимірювання молекулярної заломлення органічних речовин для радіохвиль.
У Бонні в 1859 році Ландольт одружився з Міллі Шалленберг, дочкою швейцарських батьків, які оселилися в Бонні. У 1869 році він був призначений керівником нещодавно заснованого технічного коледжу в Аахені, де за його планами був побудований хімічний інститут. Його робота там була пов'язана зі зв'язками між фізичними властивостями та хімічним складом. Зокрема, він використовував поляризоване світло та досліджував оптичне обертання різними хімікатами. У 1880 році прусське міністерство сільського господарства покликало його до нещодавно заснованого Сільськогосподарського коледжу в Берліні, де він залишався до 1891 року. Там він побудував нові лабораторії та співпрацював з Річардом Бернштейном у складанні «Physikalisch-chemischen Tabellen» (Фізико-хімічні таблиці). Їхнє третє видання було опубліковано в 1905 році за сприяння Вільгельма Меєрхоффера та щедрої фінансової підтримки Берлінської академії наук.
У 1882 році Ландольт став членом Берлінської академії. Приблизно в той час він провів видатні дослідження кінетики реакції йодного годинника між йодною кислотою та сульфітною кислотою. З 1891 року до виходу на пенсію в 1905 році він працював директором другого хімічного інституту Берлінського університету. Там він працював над трьома основними проблемами: (i) співвідношення між температурою плавлення та молекулярною масою, (ii) вплив кристалічності на оптичне обертання та (iii) зміна ваги під час хімічних реакцій. Негативний результат останніх експериментів був розцінений як точне експериментальне підтвердження законів збереження маси та енергії.

## Праці
- Основні праці